# Fridericia candicans
Fridericia candicans là một loài thực vật có hoa trong họ Chùm ớt. Loài này được (Rich.) L.G.Lohmann mô tả khoa học đầu tiên năm 2010.